# RailAdventure
RailAdventure GmbH est une entreprise ferroviaire allemande spécialisée dans le transport des marchandises, plus particulièrement l'acheminement de matériel roulant ferroviaire, et aussi l’affrètement de trains charters, avec une ancienne voiture-dôme ex-Rheingold rénovée.
Le siège  de Railadventure est établi à Munich.

## Matériel roulant

### Locomotives
- 1 BR 103 : 103 222 ex-DB ;
- 4 BR 111 : 111 082, 111-210, 111 222 et 111 225 ex-DB ;
- 1 BR 139 : 139 558 ex-DB ;
- 1 BR 183 Taurus : 183 500, louée à MGW Service ;
- 1 Re 620 : 620 003 ex-Re 6/6 11603  (prototype monocaisse) CFF Cargo ;
- 1 DE 18 : 185 011 ;
- 1 BR V 60 365 221, ex-DB ;

- entre juin 2011 et mai 2012, RailAdventure a loué une Re 421 à CFF Cargo : Re 421 383-1.
- 1 Euro6000 de Stadler Rail, commandée le 9 mai 2023[2].

### Voituresetwagons
- 1 voiture panoramique de type Rheingold 1962 : SRmz 61 85 89-90 003-3 "LuXon" ;

- plusieurs wagons couverts de type Habfis, utilisés comme wagons raccordement (attelage UIC / attelage automatique) ;
- plusieurs wagons à ranchers Sfps ex-DB, utilisés comme wagons de protection et transports de ballast ;
- plusieurs anciens fourgons postaux de type Dmz ex-DB et Deutsche Bundespost, convertis et utilisés comme wagons outil, réfectoire et raccordement (attelage UIC / attelage automatique).

En outre, l'entreprise possède également des Loco Buggies, une innovation Railadventure, afin de pouvoir transférer sur voie normale des véhicules de différents écartements ou ayant des spécificités de gabarit.

## Galerie

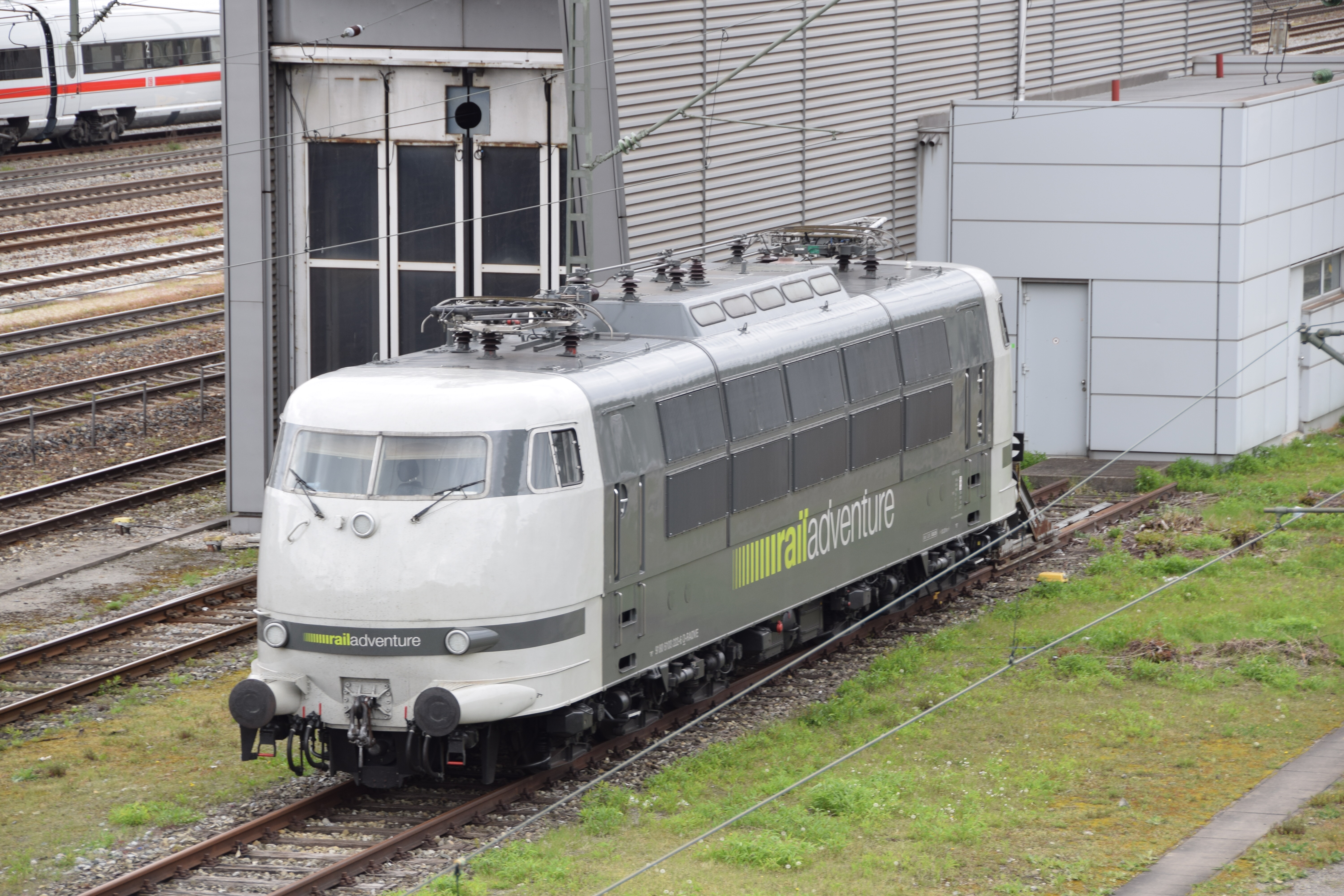
BR 103 222
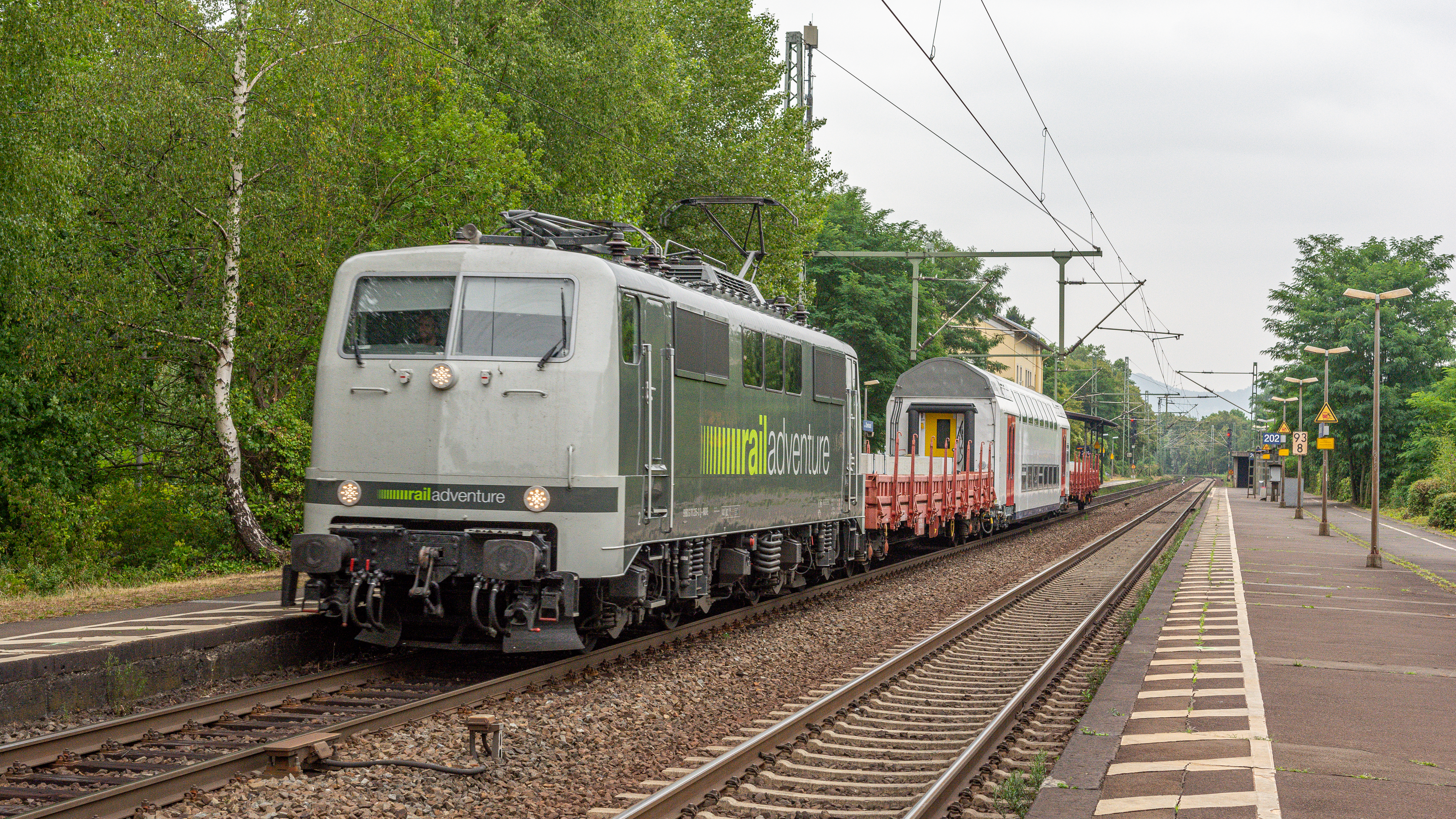
BR 111 215
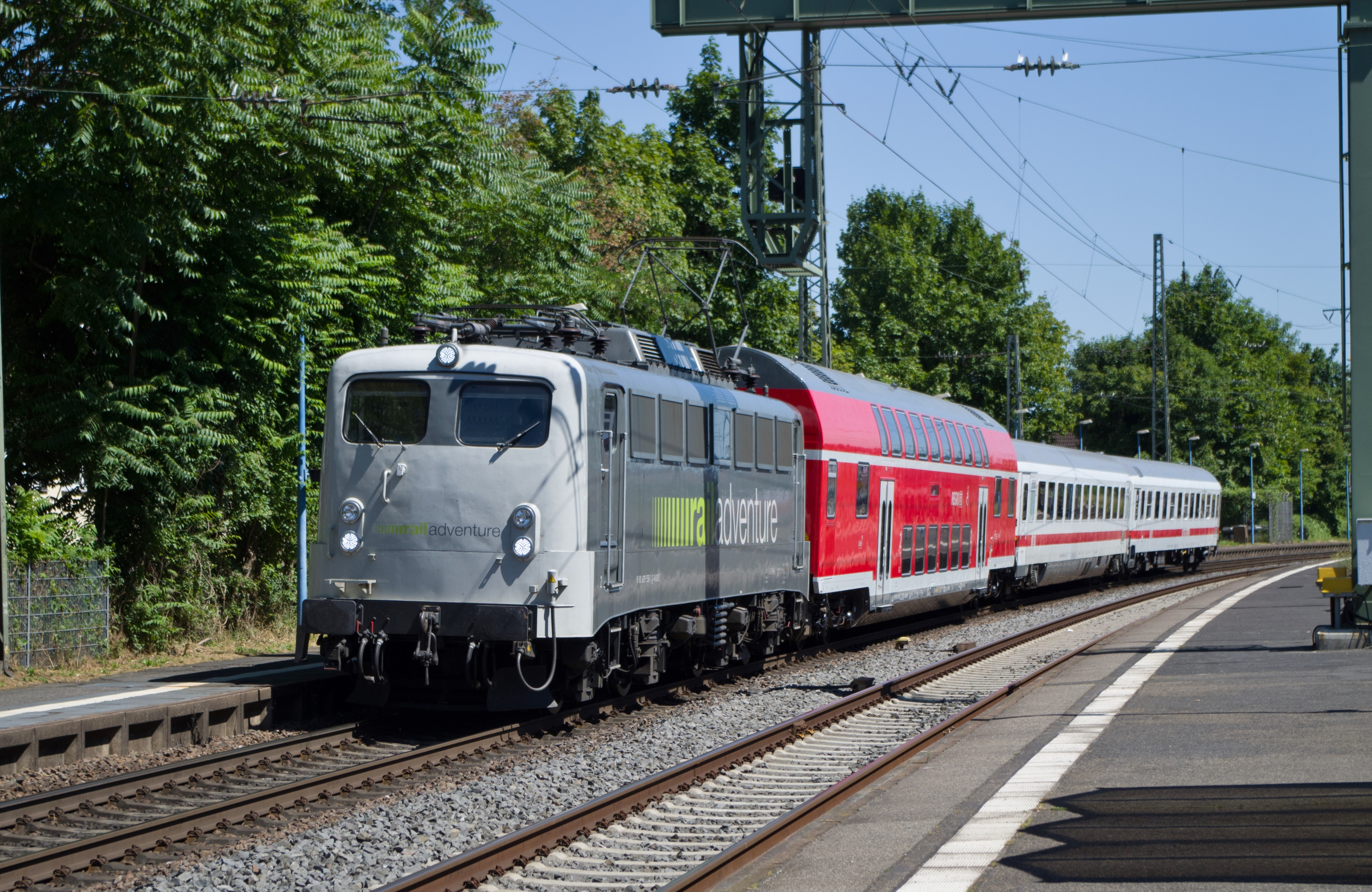
BR 139 558
SRmz 003-3 "LuXon"
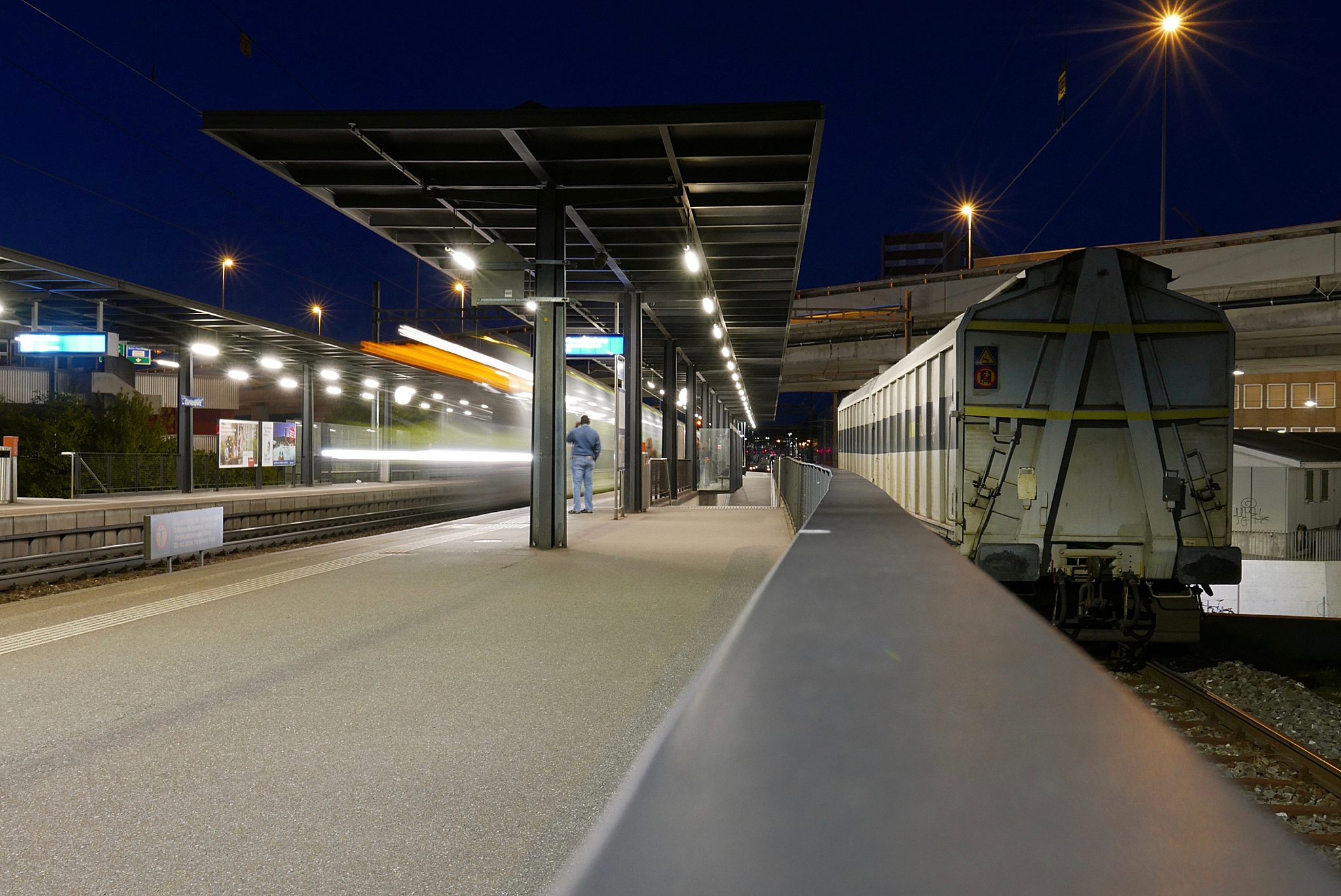
2 Habfis
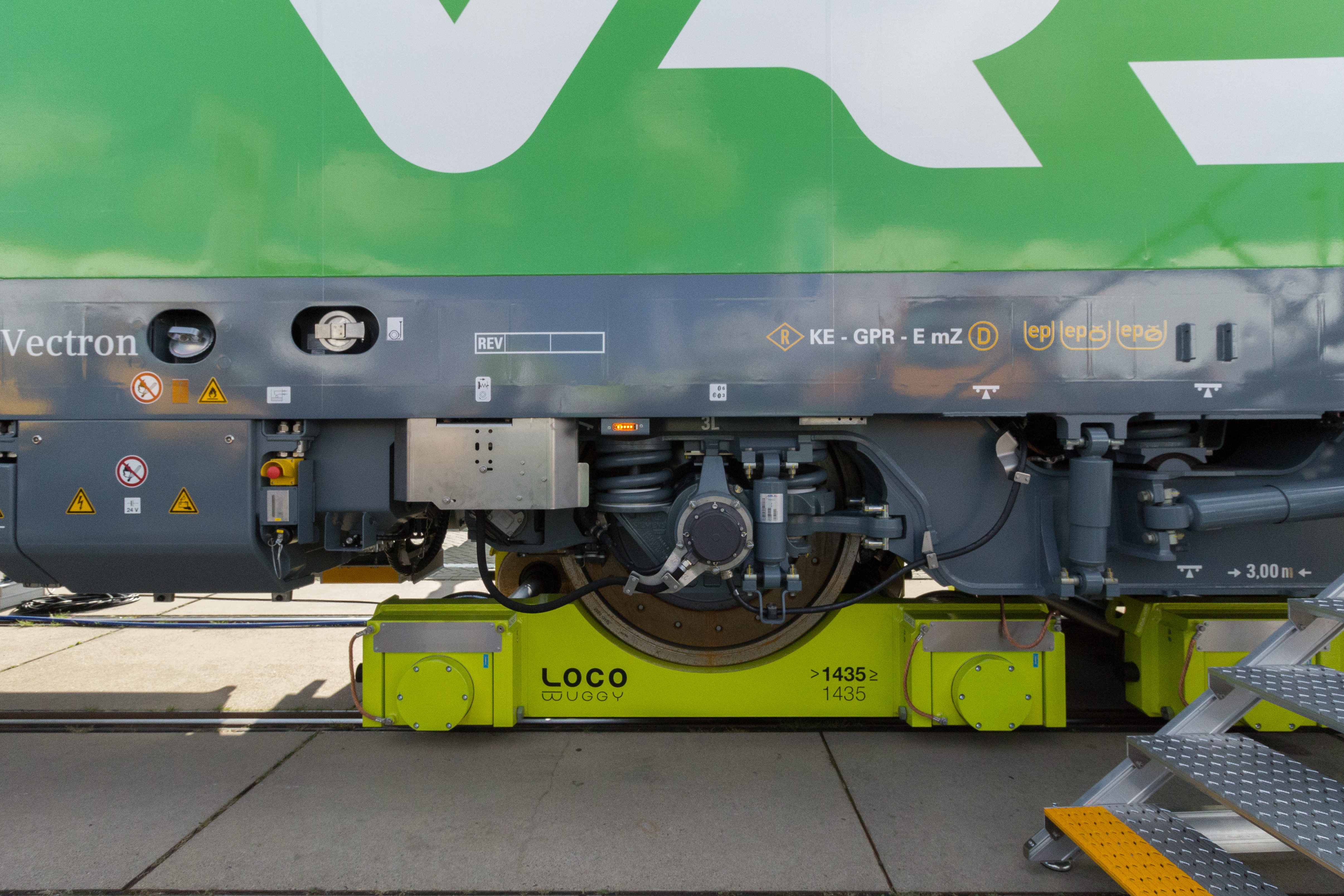
Loco Buggy